# Fondo Nacional de la Defensa
El Fondo Nacional de la Defensa (FONDEF) es la ley 27.565 de Argentina destinada al reequipamiento de  las Fuerzas Armadas argentinas.
Administrado por el Ministerio de Defensa, este fondo debe ejecutarse en su totalidad año tras año y posee doble control parlamentario y la ley que establece su creación fue promulgada el 1° de octubre de 2020, a través del decreto 782/20.
Fue presentado por el presidente Alberto Fernández junto al ese entonces Ministro de Defensa Agustín Rossi y demás funcionarios en el astillero Tandanor el 7 de octubre de 2020.

Los recursos del FONDEF serán afectados específicamente a la recuperación, modernización y/o incorporación de material de conformidad con lo previsto en el artículo 19 de la Ley Nº 24.948.

## Objetivos
Uno de los objetivos del Fondo Nacional de la Defensa, más allá de reequipar a las Fuerzas Armadas argentinas, es la sustitución de importaciones, el desarrollo local de insumos, incentivar la investigación y desarrollo, innovación y desarrollar proveedores nacionales.

## Proyectos
Según la Secretaria de Investigación, Política Industrial y Producción para la Defensa, Daniela Castro, en el 2021 había 65 proyectos en ejecución usando FONDEF, entre los cuales se encuentran:
- Modernización de los TAM a TAM 2C-A2.
- Fabricación de las Lanchas LICA.
- Fabricación y modernización de aeronaves IA-63 Pampa.
- Adquisición de aeronaves C-12 Huron.
- Adquisición de MANPADS RBS-70 NG.
- Adquisición de diversos camiones logísticos.
- Adquisición de radares de INVAP para fortalecer el SINVICA.
- Adquisición de municiones merodeadoras a la empresa israelí UVision Air.
- Adquisición de aviones de patrulla marítima de largo alcance P-3 Orion. [6]